# Kang Jang Wook
Ds. Kang Jang Wook (Koreaans: 강량욱) (7 december 1904 - 9 januari 1983) was Noord-Koreaans politicus en protestants predikant. Kang Jang Wook was de oom van moederszijde van Kim Il-sung, de Noord-Koreaanse dictator.
Hij was aanvankelijk leraar aan de school van Changduk en onderwees zijn neef Kim Il-sung.
Kang Jang Wook studeerde aan de theologische faculteit van de Universiteit van Pyongyang. Eind jaren veertig studeerde hij af en werkte daarna als Protestants dominee.
Na de Tweede Wereldoorlog werd Kang Jang Wook een van de intimi rond Kim Il-sung en trad op als diens raadgever. Ook was hij vicevoorzitter van de Noord-Koreaanse Volkspartij, een procommunistische partij.
In 1946 werd hij voorzitter van de Christelijke Liga (thans de Christelijke Federatie genaamd), een procommunistische organisatie.
Op 1 maart 1946 werd er een mislukte aanslag gepleegd op Kim Il-sung tijdens een bijeenkomst. Een paar dagen vond er een aanslag plaats op zoon van Kang Jang Wook tijdens diens bruiloft. Zijn zoon en diens bruid kwamen hierbij om. Na deze moordaanslag begonnen de communisten met de vervolging van 'reactionaire elementen.'
In 1949 moesten alle pastors, priesters, en kerkgenootschappen zich aansluiten bij Kang Jang Wooks Christelijke Liga.
Kang Jang Wook was vicepremier en trad ook van 12 december 1972 tot 2 november 1986 op als vicevoorzitter van de Opperste Volksvergadering (parlement). Hij bekleedde vanaf 1972 tevens de post van vicepresident van de volksrepubliek.
In het boek "De Oorlog" van Kim Il-sung - dat handelt over de guerrillastrijd tegen de Japanners - wordt Kang Jang Wook omschreven als een echte patriot. Hij wordt in het boek ook als dichter genoemd, vroom christen en kenner van het Cho'ngogyo (Religie van de Hemelse Weg).
Zijn zoon ds. Kang Jong Sop was ook voorzitter van de Koreaanse Christelijke Federatie.
Zijn naam wordt ook als volgt gespeld: Kang Yang Wook, Kang Sang Wook, Kang Yang-uk, Kang Yang-ok, Kang Ryang-uk